# Сергеј Обрасцов
Сергеј Владимирович Обрасцов (рус. Сергей Владимирович Образцов; Москва, 5. јул 1901—Москва, 8. мај 1992) био је руски, совјетски позоришни редитељ и глумац, театролог, педагог, филмски сценариста. Оснивач је Државног централног позоришта лутака. Оставио је за собом више од 50 луткарских представа које се сматрају антологијским делима овог позоришног жанра. Један је од најзначајнијих стваралаца луткарства икад.

## Биографија

### Породично окриље
Отац Сергеја Владимировича Обрасцова био је научник у области саобраћаја, док је мајка била професорка у гимназији. Сам Обрасцов је напомињао да је уметност у њему још од детињства била извесна и јасна, попут органског дела људског живота, на чему је био захвалан својој породици. Од своје четврте године живота се декларисао као уметник. Окружен књигама, бојицама, глином за вајање, песмом у предвечерја, са породицом би одлазио у Бољшој театар. Од мајке је добио гињол лутку која му је постала најдража играчка и коју је назвао Би-ба-бо.
Током своје шесте године, готово је истовремено имао сусрет са филмом - тековином 20. века и са друге стране, уличним позориштем које је припадало 19. веку. То позориште је имало Петрушку, јунака за ког се знало још од 17. века. Комедија Петрушка, на минијатурној  покретној позорници, испред ње музичар управља луткама, свира више инструмената или вергл, истовремено је глумац, партнер Петрушке и посредник између њега и публике. Ови незаборавни утисци за једног шестогодишњака били су кључеви за будућа врата уметности која ће на велелепан начин, као старији, Обрасцов отварати.

### Школовање и даске које живот значе
Прва таква просторија живота појавила се у виду Више уметничко-техничке школе (ВХУТЕМАС),где је првобитно након одабраног ликовног програма, Обрасцов прешао касније у графички атеље, али након пријема у позориште, оно га је одвратило од завршавања школе и за собом је понео само своју гињол лутку - Црнца, која му је нешто касније била од изузетне користи. Пошто је похађао часове певања у приватној музичкој школи, управо ова гињол лутка му је помогла да се изрази кроз њу, заронивши на тај начин у систем Станиславског, о којем ће ниже бити реч.
Од 1922. до 1929. године глумио је у Музичком студију Московског художественог театра карактерне улоге и био његов члан. Ту постиже огроман успех, нарочито у пародијском жанру: Романса са луткама.
Од 1930. до 1936. истовремено радиу МХАТ-у II, на естради и оснива и води чувени Државни централни театар лутака који је познат у свету по одличним интерпретацијама, изражајности и иноваторству у уметничком исказивању најсложенијих емоција уз помоћ лутака. Ту је Обрасцов био оснивач и уметнички директор, састављао је репертоар, глумио, режирао, а понекад је чак учествовао и у директној изради лутака, користећи знање из примењене и ликовне уметности. О квалитету рада, пословања и уметничког професионализма говори податак да је у почетку свог рада ово позориште имало дванаест запослених и једну већу просторију, а 80-их година 20. века чак 350 запослених и огромн зграду на четири спрата.

### Театролог са искуством
Године 1936. Обрасцов престаје да ради и МХАТ-у II. Пише своју прву књигу: 
- Глумац са лутком, 1938.

Од тада је објавио више књига и много текстова о позоришту и филму по разним часописима.

### Филмски радник
Обрасцов је шездесетих година 20. века радио на документарном филму као сценариста и редитељ. Иако се упустио у те воде којима је био опчињен још као шестогодишњак, своју прву љубав, луткарско позориште и даље одржава у животу, код куће и широм света.

### Статуси и награде
Од 1958. године, Обрасцов је председник Совјетског центра УНИМ-е (Међународне луткарске организације), а за председника на светском нивоу, изабран је 1976. године.
Добио је три ордена Лењина и многе друге, од којих му је по његовим речима, најдражи: Орден осмеха који је добио 1973. године у Пољској.

### Педагошки рад
Предавао је на факултету до своје смрти, несебично подучавајући нове нараштаје фасциниране луткарством.

## Луткарство на највишем нивоу

### Систем Станиславског
По речима Мирјане Петровић, Сергеј Обрасцов је сведочио сопственом успешном аниматорском каријером да глумац аниматор осим што савладава технику рада са лутком, свесрдни је стваралац сценског лика. За тај сложени процес стварања сценског уметничког лика важе исти закони као и у драмском позоришту. Наиме, техника глумца аниматора, само је средство за слободу стварања. Обрасцов је ишао и даље, и први је применио систем Константина Сергејевича Алексејева Станиславског на лутка-сцени и у раду глумца аниматора над самим собом. Конкретније, Станиславски одређује стваралаштво као пуну концентрацију целе духовне и физичке природе која захвата тело, мисао, ум, вољу, осећање, памћење и машту. На тај начин, заправо, целокупна духовна и физичка природа у стваралаштву глумца треба да је усмерена на оно што се дешава у души лика који он представља, а глумац аниматор га приказује кроз одређену оригиналну форму. Применом поменутог система, Обрасцов је учинио да техника анимације буде вођена глумом – да прати глумачке импулсе аниматора, а не обрнуто – што је допринело уздизању анимације на уметнички ниво.
Применом овог система на луткарску сцену и њену вањску страну, Сергеј Обрасцов је доказао да луткарство не заостаје за развојем драмског позоришта с почетка двадесетог века, јер бављење уметношћу анимације провоцира глумца да истражи себе, своје могућности, да пронађе у себи моћ којом ће снажно деловати на свременика-гледаоца, како би га вратио у позориште јер неисцрпне могућности сцене постоје у живој интеракцији са гледаоцем - публиком.